# Donington on Bain
Donington on Bain est une paroisse civile et un village du Lincolnshire, en Angleterre.